# 福慶長公主
福庆长公主（?—?），是中国五代十国后周太祖郭威的四姐，父亲郭简。
福庆长公主嫁给了李姓人家，生下儿子李重进。郭威建立后周，广顺二年九月三十癸未（952年10月21日）追封姐姐为福庆长公主。郭威的儿子都被后汉隐帝刘承祐杀死，后周建立的时候，郭威的近亲晚辈还有外甥李重进，妻子柴氏的侄子柴荣，还有女婿张永德，寿安公主之夫。最后郭威传位给柴荣，也就是周世宗。周世宗显德元年八月十五丙辰（954年9月14日），皇姑故福庆长公主追封燕国大长公主。李重进一直心中不服周世宗，宋朝建立后，李重进在扬州反抗赵匡胤，兵败自杀。
李重进有兄深州刺史李重兴，弟解州刺史李重赞，未详是否公主所生。